# Kap Krusenstern
Kap Krusenstern ist ein Kap an der Westküste Alaskas im Südosten der Lisburne-Halbinsel. Es bildet den Eingang zum Kotzebuesund an der Tschuktschensee und liegt der Stadt Kotzebue nördlich gegenüber. Das Kap wurde durch den deutschbaltischen Seefahrer und Entdecker Otto von Kotzebue im Sommer 1816 entdeckt und benannt nach dem deutschbaltischen Entdecker Adam Johann von Krusenstern, der im Dienste des Zaren die Welt umsegelte.
Das Kap und sein Umfeld ist ein archäologischer Fundort besonderer Bedeutung und als Schutzgebiet und Gedenkstätte Cape Krusenstern National Monument ausgewiesen.

## Archäologische Bedeutung
Im Gebiet um Kap Krusenstern befinden sich gut erhaltenen Spuren prähistorischer Bewohner Alaskas. Nur hier ist eine ungestörte Abfolge aller Eskimo-Kulturen über rund 5000 Jahre bis in die jüngste Zeit zu finden. Das Kap ist Teil einer Anlandungsküste, sein Strand wird in Form von Rippen durch die Anspülung von Sand verbreitert. Die Bewohner siedelten immer unmittelbar an der Hochwasserlinie, die gefundenen Wohnplätze, Grabfelder, einzelnen Stein-Werkzeuge und sonstige Artefakte lassen sich also immer der Zeit zuordnen, in der die Küstenlinie bis zum Fundort vorgerückt war. 114 dieser Rippen lassen sich identifizieren und bilden ein Archiv der Besiedelung des arktischen Alaskas.
Auf der Hochebene hinter der flachen Küstenebene wurden zwei weitere prähistorische Siedlungen (Palisades und Lower Bench) gefunden, die weitere Einblicke in die Lebensweise der Küstenbewohner geben. Die Palisades-Siedlung liegt auf einer Kalkstein-Klippe und konnte durch unregelmäßig geformte Werkzeuge aus Hornstein auf etwa 3500 v. Chr. datiert werden. Die Siedlung Lower Bench wurde aufgrund von speziellen Feuersteinklingen zunächst dem Denbigh-Komplex von 2000 bis 1100 v. Chr. zugeordnet, jüngere Funde derselben Werkzeugtypen an der gesamten Westküste Alaskas werden jedoch mehrere Jahrtausende früher datiert.
Die Siedlungsspuren in den Küstenrippen wurden 1958 entdeckt und von 1959 bis 1962 sowie 1965 ausgegraben. Die Ergebnisse wurden bis in die 1980er Jahre publiziert, vergleichbare Funde aus den 1990er Jahren führten zu einer teilweisen Neubewertung. Der Cape Krusenstern Archeological District wurde am 7. November 1973 zum National Historic Landmark erklärt und als Stätte in das National Register of Historic Places aufgenommen. 1978 wurde es als National Monument ausgewiesen. Aufgrund der Abgelegenheit wird es nur von sehr wenigen Besuchern erreicht. Das Schutzgebiet wird vom National Park Service betreut.

## Heutige Nutzung
Die Inupiat der umliegenden Dörfer dürfen auch heute noch im Schutzgebiet Früchte und Beeren sammeln sowie in den Gewässern auf traditionelle Weise jagen und fischen. An das Schutzgebiet im Nordosten angrenzend liegt die Red Dog Mine, die größte Zink-Mine der Welt. Sie wird über eine Straße erschlossen, die teilweise durch das Schutzgebiet führt. Durch unsachgemäße Transporte sind die Flächen rund um die Straße weit über den Grenzwerten mit Zink, Cadmium und Blei kontaminiert.

## Umfeld
Im Umfeld liegen großflächige Naturschutzgebiete, darunter mit dem Bering Land Bridge National Preserve und dem Noatak National Preserve zwei Gebiete vom Typ National Preserve, sowie der Kobuk-Valley-Nationalpark und das Selawik National Wildlife Refuge. 